# Bondeska palatset

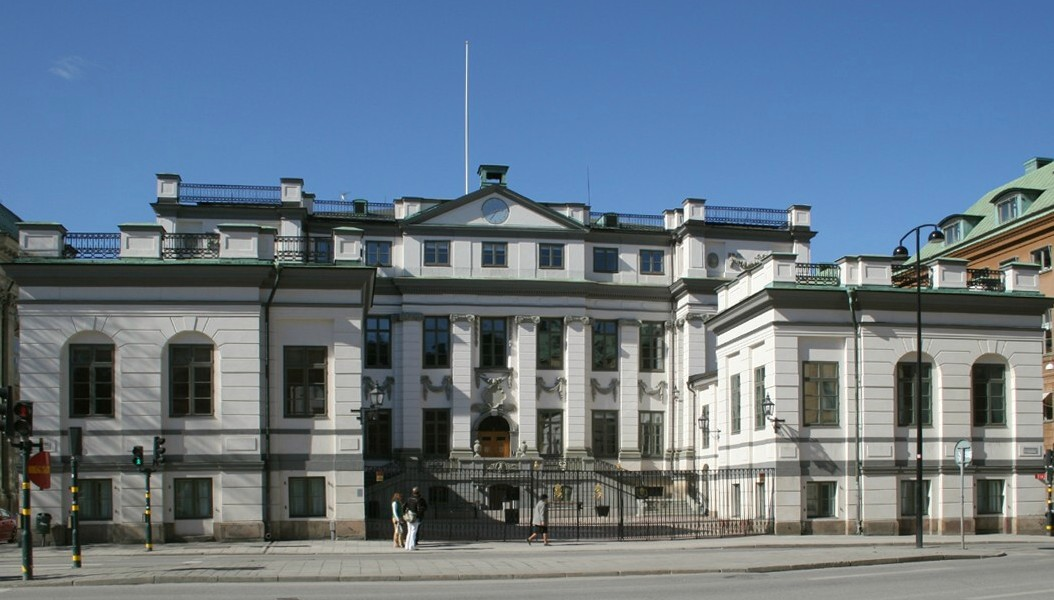
Bondeska palatset, fasad mot Riddarhustorget.

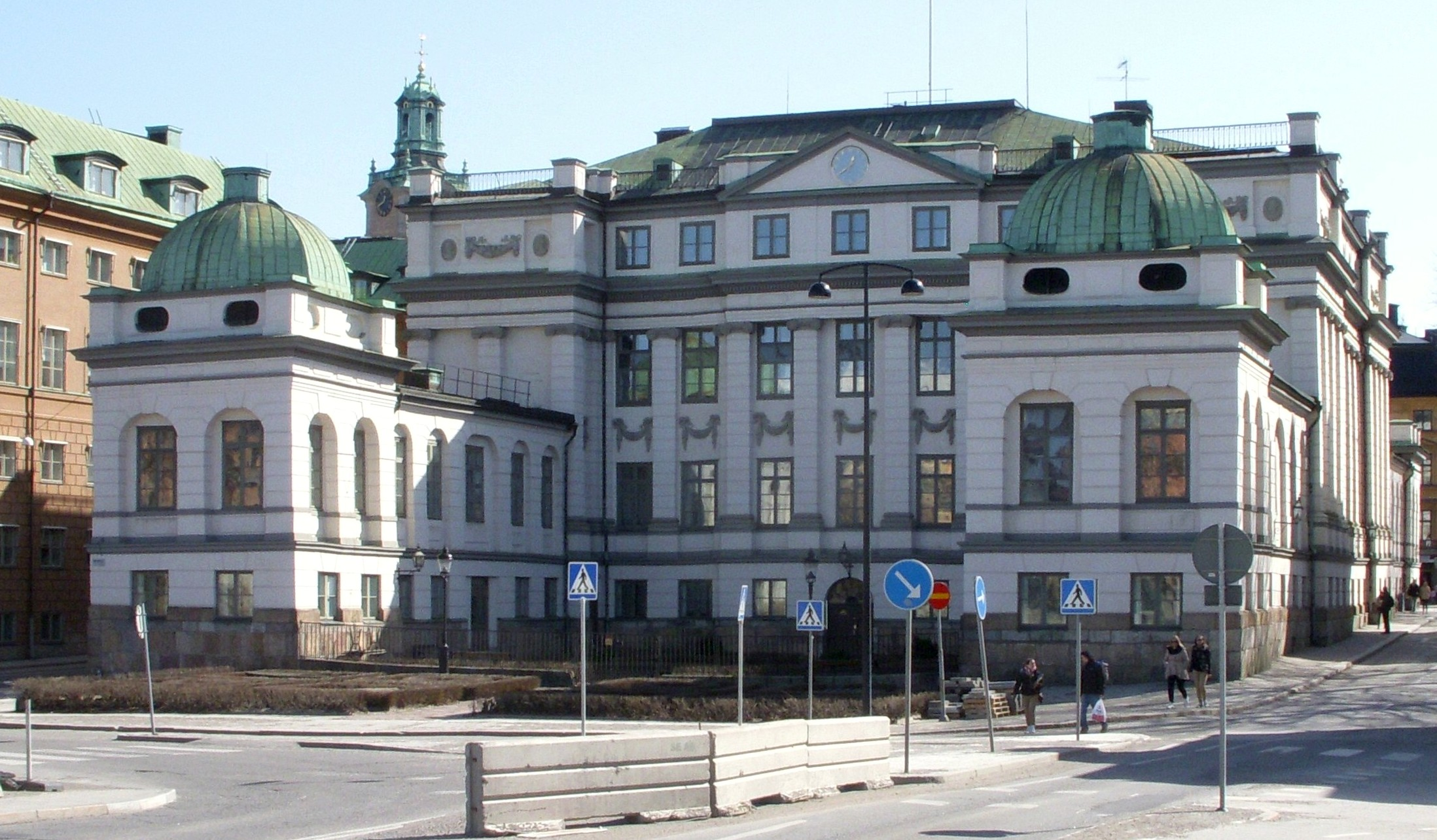
Bondeska palatset, fasad mot Vasabron.

Bondeska palatset är ett palats beläget på Riddarhustorget 8 i Stockholm, uppfört 1662–1673 som privatbostad för riksskattmästaren Gustaf Bonde efter ritningar av Nicodemus Tessin d.ä. och Jean De la Vallée. Bondeska palatset utgjorde 1731–1915 Stockholms rådhus, och är idag säte för Högsta domstolen. Byggnaden är ett byggnadsminne, ägs av staten och förvaltas av Statens Fastighetsverk.

## Bakgrund

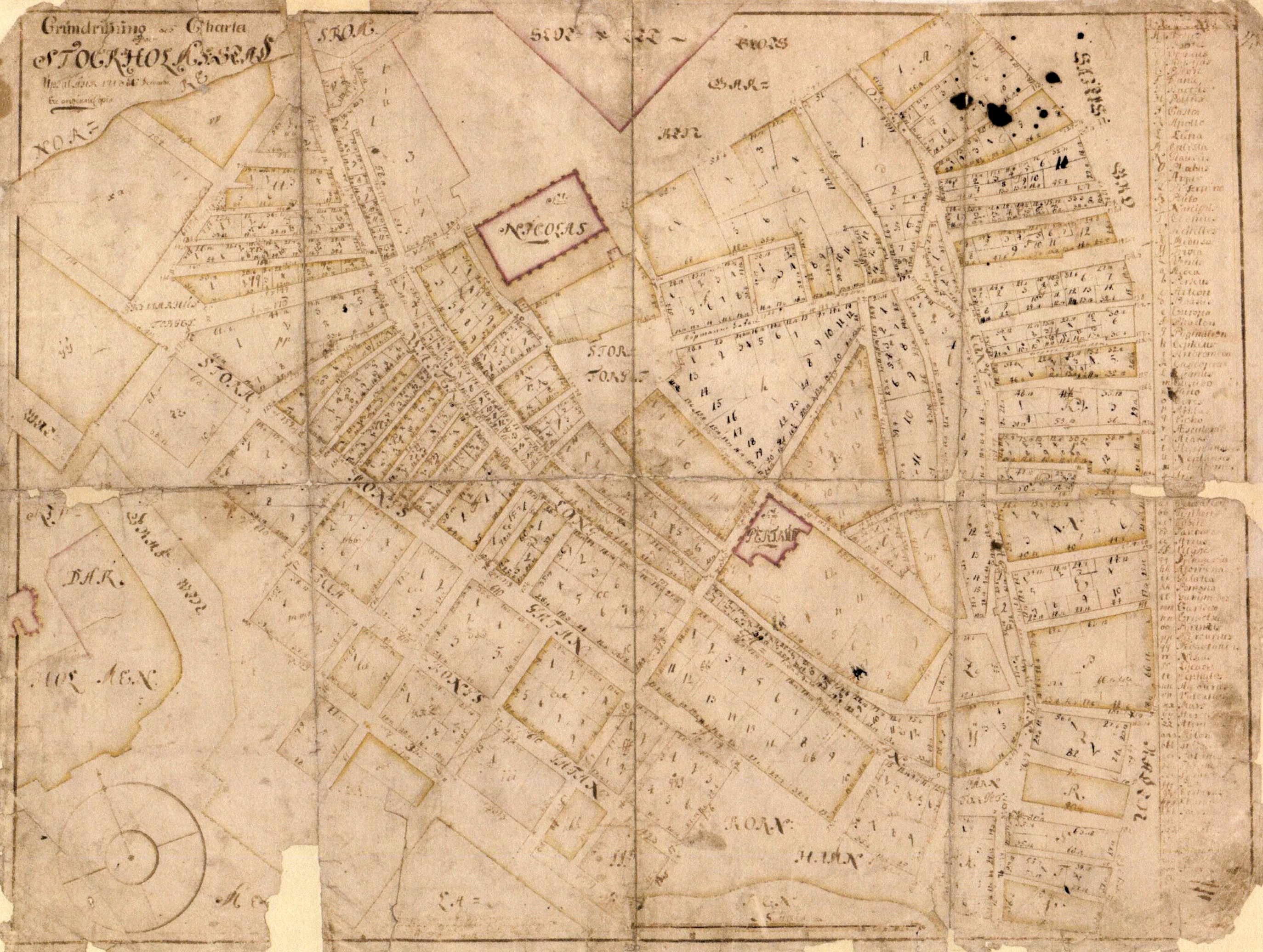
Grundkarta, Gamla stan 1718.

Bakgrunden för 1600-talsbebyggelsen vid norra sidan av Riddarhustorget var Stockholms första stadsplanering, som i sin tur berodde på Stora branden 1625. Branden förstörde Stadsholmens sydvästra delar medan de nordvästra delarna hade förskonats. Ganska snart bestämde man sig dock för att dra en ny huvudgata vidare norrut i en rak sträckning till nuvarande Riddarhustorget. Den kvarvarande bebyggelsen revs, med undantag för ett litet område nordväst om Västerlånggatan och delades upp i stora rektangulära kvarter.
År 1626 uppgjordes de första ritningarna som visade hur området skulle bebyggas. Upphovsman var sannolikt fortifikationsingenjören Heinrich Thomé och det var tio år före den första regleringen av Norrmalm som började under Claes Fleming 1637. Ett resultat av denna reglering, som syns på en grundkarta (utan byggnader) från 1718 blev stadens första paradgata, Stora Nygatan (ursprungligen "Stora Konungs gatan"), som sträcker sig spikrakt från Kornhamnstorg i söder till Riddarhustorget i norr (se Stadsplanering i Gamla stan). Vid Riddarhustorgets norra sida skapades två tomter som bebyggdes dels med Riddarhuspalatset (uppfört 1641–1674) och dels med Bondeska palatset (uppfört 1662–1673).

## Historik

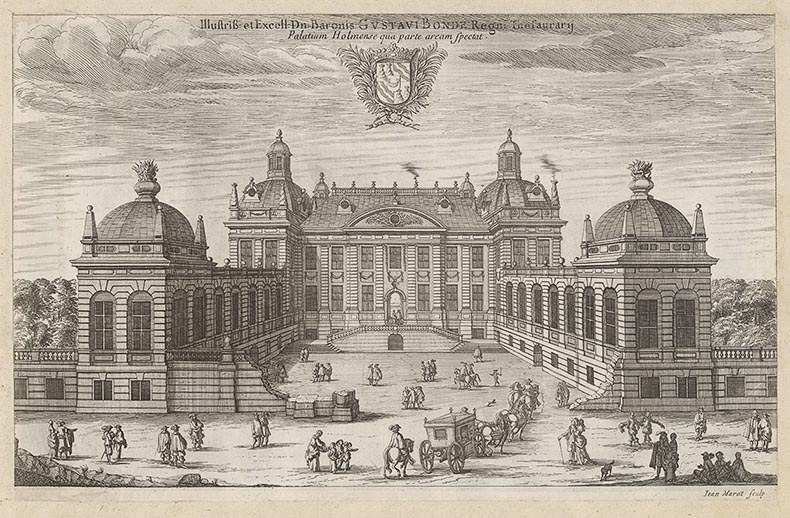
Bondeska palatset 1668, perspektiv mot norr med utseendet från före branden 1710.
Ur Suecia antiqua et hodierna.

Palatsets grundplan har formen av ett "H". De två flyglarna mot söder och Myntgatan flankerar en entrégård. Mellan flyglarna mot norr och Vasabron finns en liten barockträdgård. Huvudbyggnaden hade ursprungligen ett högt kopparklätt tak med branta takfall och kupolförsedda hörnpaviljonger. Denna takkonstruktion förstördes vid en brand 1710. De norra flygel-paviljongerna har däremot kvar sina ursprungliga kupoler.
Familjen Bondes försämrade ekonomi gjorde det snart nödvändigt att hyra ut och slutligen sälja palatset. Under några år inhystes här Svea hovrätt och Kungliga Biblioteket, som blivit husvilla genom slottsbranden 1697. Märkligt nog var det Gustav Bondes änka eller dennes son Carl Bonde som, trots att familjens ekonomi inte var god, även byggde det mindre Bondeska huset i kvarteret Mars omedelbart öster om det stora palatset. Gustav Bonde inköpte i sin tid nämligen svågern kammarrådet Konrad Falkenbergs intilliggande tomt av dennes dödsbo år 1662 för att där ha materialupplag och med tiden bygga en stallgård. Forskningen har hittills antagit att det var Falkenbergs som på 1650-talet byggde huset som kvarstod till rivningen 1930. I köpebrevet från 1662 står dock att det endast ingick material till ett aldrig genomfört stenhusbygge.
När Falkenberg friköpte tomten från staden gjordes detta med villkor att han skulle bebygga den med stenhus. Huset som var helt litet 15 x 15 meter var enligt Sueciabilden av Ulrika Eleonoras triumfbåge mindre än grannhuset, det Olivebladska palatset. Det mindre bondeska huset synes ha byggts någon gång under 1660- eller 1670-talen och hade bandade pilastrar liksom det stora stadspalatset och kupolformat mansardtak. Här synes man ha inspirerats av grannhuset i öster. Möjligen var huset inte arkitektritat utan troligen byggt av en ritkunnig byggmästare.
År 1730 köptes de bondeska fastigheterna i kvarteren Nemesis och Mars av Stockholms stad, och övertog för 200 år framåt den gamla Rådstugans funktion som Stockholms rådhus. Efter ytterligare en omfattande brand 1753 fick palatset det utseende som det alltjämt i huvudsak har.
Ritningarna till ombyggnaden gjordes av dåvarande stadsarkitekten i Stockholm Johan Eberhard Carlberg. Först i detta sammanhang blev de södra flyglarna uppförda. I det inre har stora förändringar skett. Vad som finns bevarat från palatsets första tid är framför allt valven i källarvåningen, vissa dörrar och tak i entréplanet samt riksskattmästarens skrivrum med ett rikt utsirat, målat stucktak.
Rådhusverksamheten flyttade 1915 till det nyuppförda Stockholms rådhus. Stockholms Handelskammare hade sitt kontor i den sydvästra flygeln under åren 1917 till 1922. Sedan fastigheten på 1940-talet övergått i statens ägo blev byggnaden restaurerad och iordningställd för Högsta domstolens räkning efter ritningar av professor Ivar Tengbom. Målet var inte att återföra palatset i dess ursprungliga skick utan att skapa till domstolens behov anpassade värdiga lokaler. Den fasta inredningen och vissa armaturer har specialritats av professor Tengbom. De flesta konstverken är depositioner från Nationalmuseum. En del konstföremål tillhör Kungliga Husgerådskammaren.

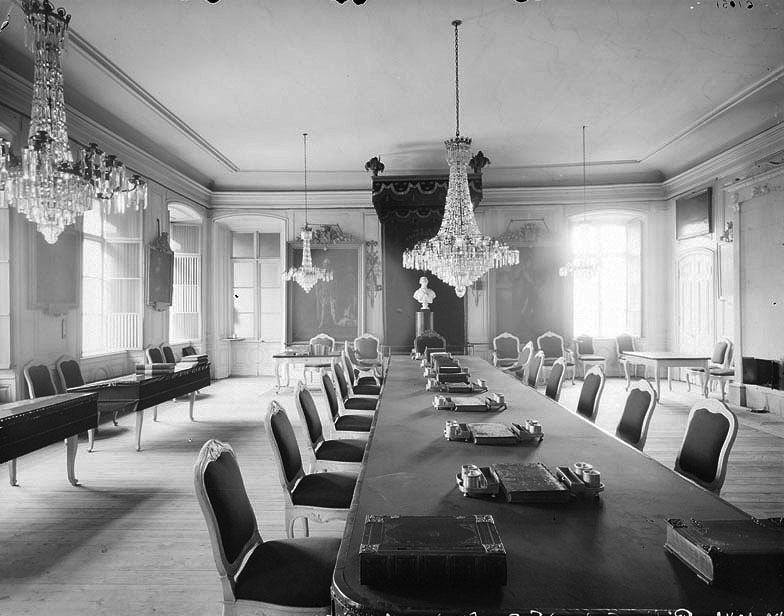
Magistratens sessionssal, 1896.
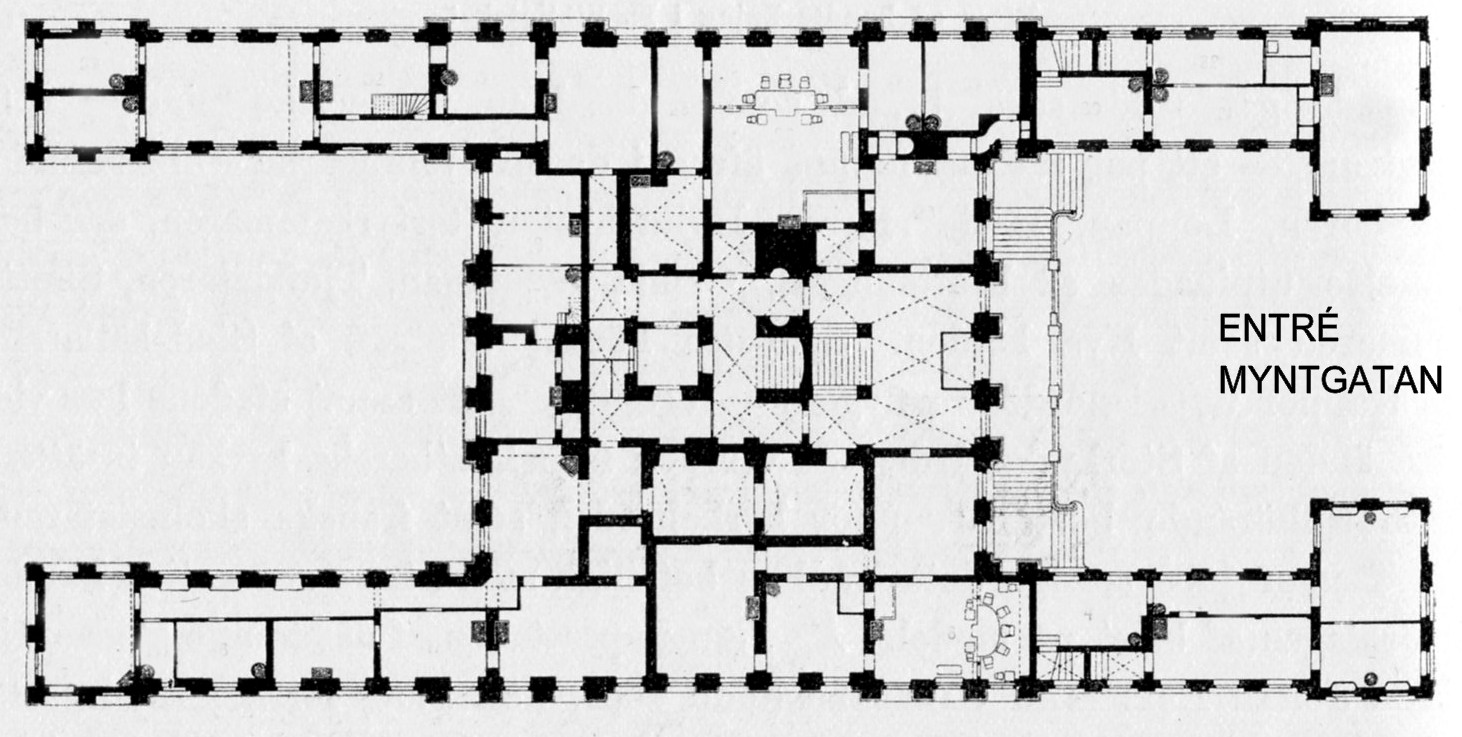
Planritning bottenvåning, 1897